# Émile Billard
Émile Billard (Le Havre, 5 de abril de 1852 — 29 de junho de 1930) foi um velejador francês, campeão olímpico. Ele competiu nas provas de classe 10 – 20 t realizadas nos Jogos Olímpicos de Verão de 1900 e conquistou a medalha de ouro na corrida disputada a bordo do L'Estérel ao lado de Paul Perquer.